# Паспорт громадянина Придністровської Молдавської Республіки

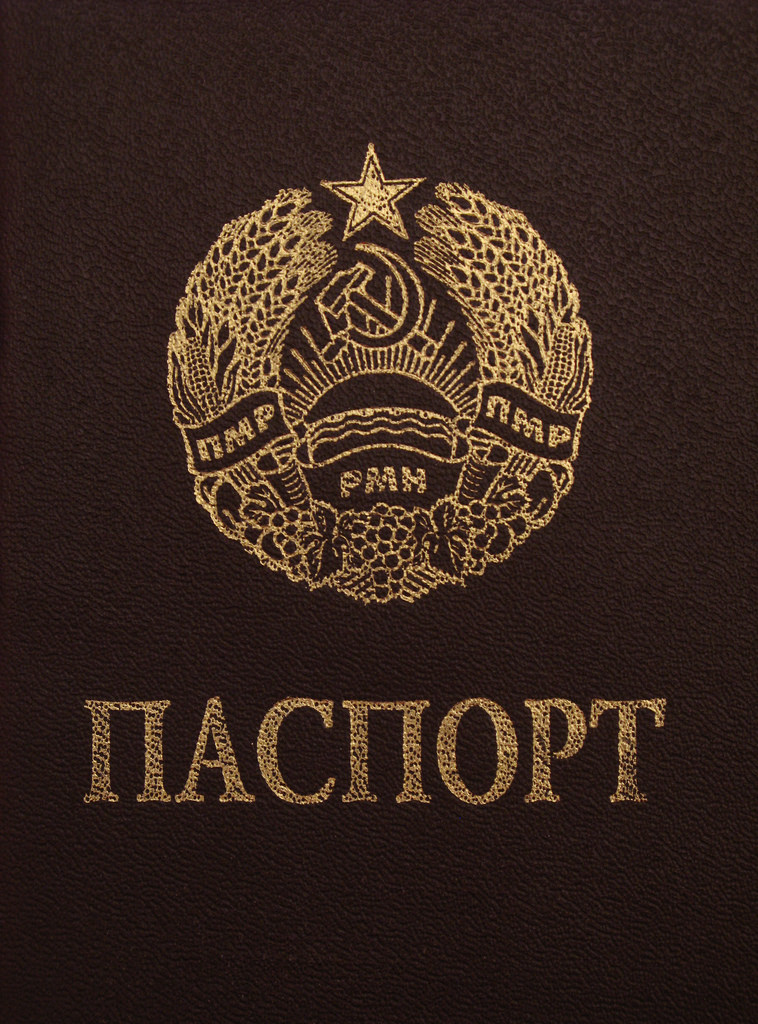
Обкладинка придністровського паспорту

Паспорт громадянина Придністров'я — документ, що видається громадянам квазі-держави Придністров'я для виїзду за кордон та для посвідчення особи в «республіці». Через те, що так звана Придністровська Молдавська Республіка не визнана жодною країною, то придністровський паспорт не є дійсним для подорожей за кордон. Оскільки дозволено подвійне громадянство, то для поїздок за кордон придністровці використовують молдовський, російський або український паспорт.

## Історія
Перший паспорт громадянина ПМР був виданий 1 жовтня 2001 року.
До того моменту, починаючи з середини 1990-х років, громадянам видавався паперовий вкладиш на додаток до наявного паспорту іншої держави (або ж до паспорту СРСР зразка 1974 року) який вказував на причетність до громадянства ПМР.

## Опис

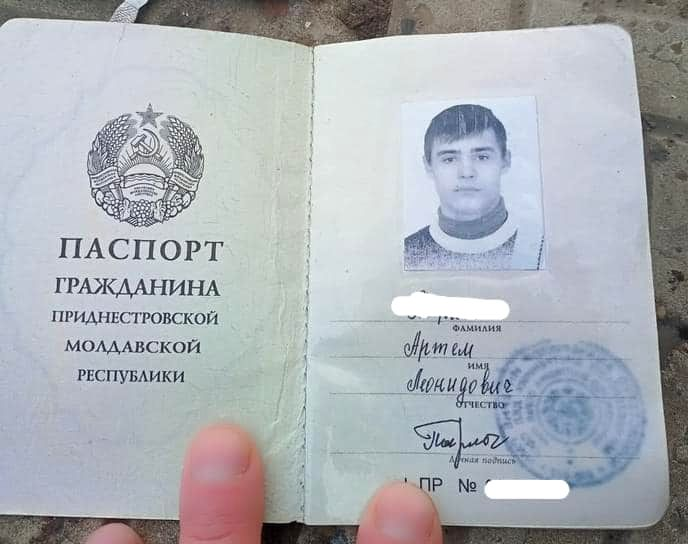
Придністровський паспорт російського диверсанта, затриманого 26 лютого 2022 в Одеській області

Паспорт має бордовий колір. У верхній частині зображений герб Придністровської Молдавської Республіки, в нижній частині — напис «ПАСПОРТ».
Цей паспорт видається всім «громадянам ПМР» після досягнення ними 16 років і розглядається в ПМР як основне посвідчення особи, що має законну силу. За межами ПМР цей паспорт не має юридичної сили.
Паспорт посвідчує особу власника та підтверджує «громадянство» Придністровської Молдавської Республіки.
Паспорт дійсний для укладання цивільно-правових угод, здійснення банківських операцій, оформлення доручень іншим особам для представництва перед третьою особою лише в Придністровській Молдавській Республіці, якщо інше не передбачено «міжнародними договорами» ПМР.

## Вміст
Паспорт містить 28 сторінок. Заповнюється трьома мовами: російською, молдовською (на основі кириличної графіки) та українською. Дипломатичні паспорти, службові паспорти і паспорти громадянина Придністровської Молдавської Республіки для в'їзду в ПМР і виїзду з ПМР заповнюються російською та англійською мовами.
У всі види паспортів, крім службових, вписуються діти його власника, які не досягли 16-річного віку.

## Термін дії
Паспорт видається безстроково, проте при досягненні власником 25- і 45-річного віку в паспорт повинна вклеюватися нова чорно-біла фотографія.

## Дійсність
Оскільки Придністров'я не визнається жодною державою світу (за винятком Абхазії та Південної Осетії, які також є переважно невизнаними), придністровський паспорт не діє для поїздок у всі інші країни світу. Оскільки подвійне громадянство дозволено, більшість громадян мають право на молдовський, російський або український паспорт для виїзду за кордон.

## Цікаві факти
На останній сторінці паспорта розташований QR-код, заламінований плівкою. Він являє собою закодований шістнадцятизначний цифровий ідентифікаційний номер громадянина ПМР. Раніше код вказувався явно і містив перші літери прізвища латинським алфавітом.